# Scudo maltańskie
Scudo maltańskie, skud maltański – oficjalna jednostka monetarna Zakonu Maltańskiego.
Skud maltański był używany na Malcie od 1798, a w 1825 roku został zastąpiony przez funt brytyjski o równowartości 12 skudów. Od 1961 Zakon ponownie emituje swoją monetę, chociaż niewiele krajów uznaje ją za prawny środek płatniczy. Od 1964 r. Zakon bije swe monety w kilku miastach europejskich, głównie dla celów kolekcjonerskich (podobnie jak sprzedaż własnych znaczków pocztowych), co pozwala mu gromadzić środki na działalność charytatywną. Wartość scudo powiązana jest z euro w parytecie 1 scudo = 0,24 euro (1 taro = 0,02 euro).